# Caryopteris
Caryopteris este un gen de plante din familia  Verbenaceae.

## Specii
Cuprinde circa 16 specii.